# Trichocysty

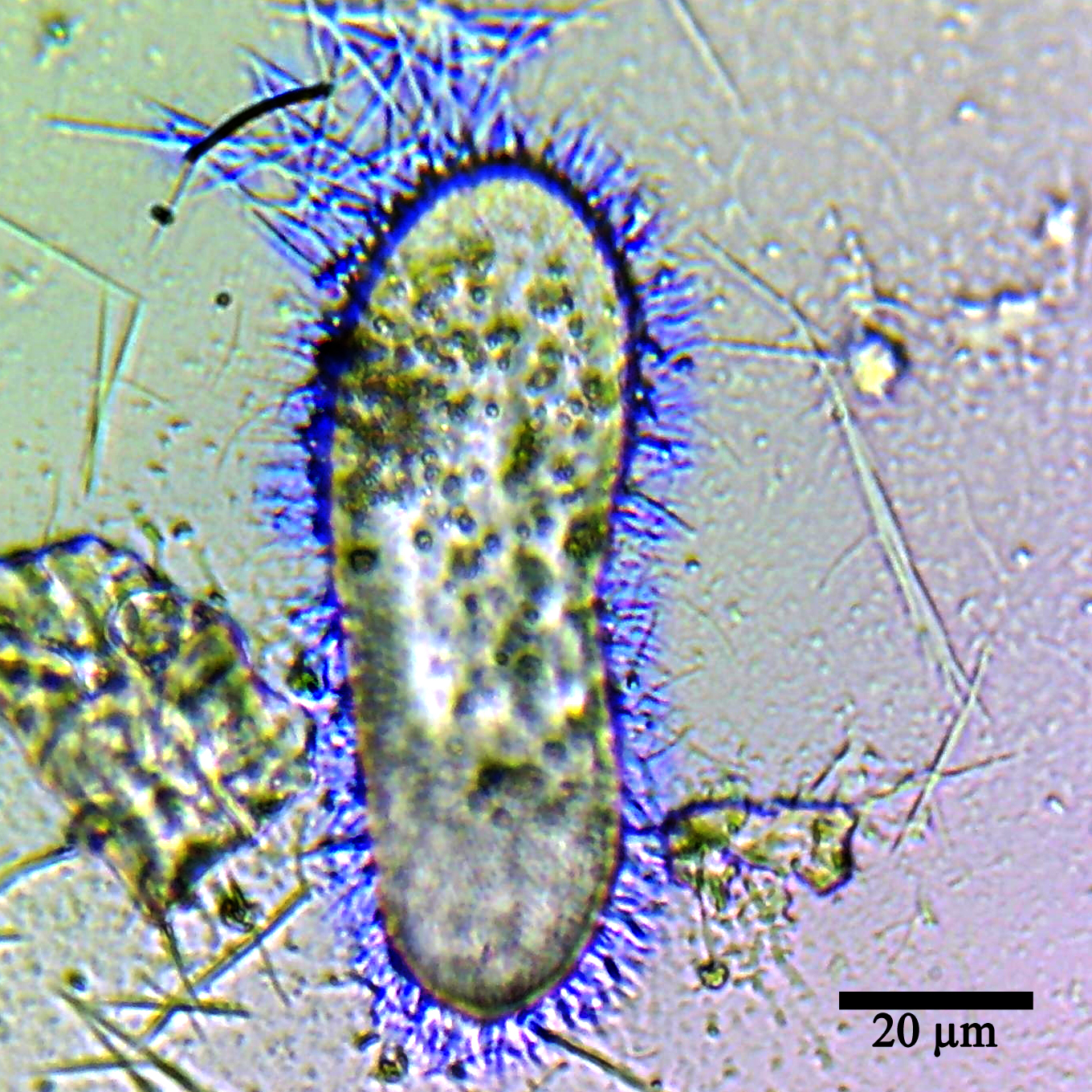
Trichocysty u pantofelka

Trichocysty, trychocysty – ciałka obronne, organelle występujące u niektórych orzęsków (Ciliata). Trichocysty budują drugą warstwę pellikuli. Występuje kilka rodzajów trichocyst. Mogą one być wystrzelane w przeciągu kilku milisekund. Wystrzelona trichocysta zbudowana jest z długiego nitkowatego tworu zakończonego kolcem lub pałeczką. Służą one do obrony, ataku oraz kotwiczenia orzęsków. Niektóre trichocysty zawierają substancje paraliżujące lub trujące.